# Hematidrosis

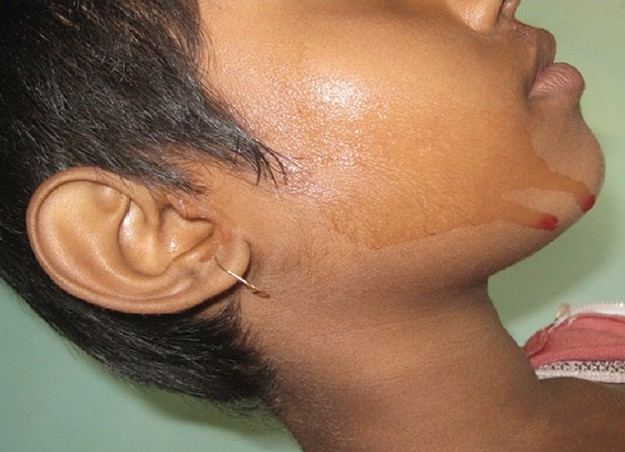
Sudor teñido de rojo (o "sudor de sangre") causada por la Hematidrosis.

Hematidrosis (También llamado hematohidrosis o hemidrosis o sudor de sangre. Del griego haima/haimatos αἷμα, αἵματος, sangre; hidrōs' ἱδρώς agua) es una condición muy rara en que un humano suda sangre.

## Signos y síntomas
La sangre rezuma normalmente de la frente, uña, ombligo, y otras superficies de la piel. Además, son comunes pérdidas de las superficies mucosas que origina hemorragias nasales, lágrimas con sangre y menstruación subsidiaria. Los episodios suelen estar precedidos por intensos dolores de cabeza y dolor abdominal y normalmente son autolimitantes. En algunos casos, el fluido secretado es más diluido y parece estar matizado con sangre, mientras que en otros pueden tener secreciones rojo brillante más oscuras que parecen sangre.

## Investigaciones
Las investigaciones tales como el conteo de plaquetas, test de agregación de plaquetas, perfil de coagulación y biopsia de la piel no revelan anormalidades y la microscopia óptica de los fluidos no demuestra la presencia anormal de células sangíneas rojas. Las investigaciones también fracasan en mostrar vasculitis o anexos cutáneos anormales (por ejemplo. glándulas sudoríparas, glándulas sebéceas y folículos pilosos).

## Tratamiento
La afección es muy rara, pero hay informes en la bibliografía médica del exitoso tratamiento con beta bloqueadores (propranolol 10 mg) con una reducción significativa en la frecuencia de exudación de sangre espontánea. La utilización con éxito de beta bloqueantes apoya la teoría de que la afección está inducida por el estrés y la ansiedad pero su etiología no ha demostrado aún como la alta prevalencia del estrés y la ansiedad de la época moderna no cambiaron la incidencia de esta extremadamente rara enfermedad, lo que sugiere que otras anormalidades colaterales también pueden desempeñar un papel clave en esta enfermedad. Parches transdérmicos de Sulfato de Atropina también han sido usados con éxito.

## Causas
La causa real de este fenómeno no es segura.  Algunos científicos especulan que pasa cuando una persona está bajo tensión o estrés extremo. Al congestionarse los vasos sanguíneos cerca a las glándulas sudoríparas a causa del estrés, tiene escapes combinándose con el sudor.